# Banshee (fada)
La banshee és un personatge de la mitologia celta. Prové de la família de les fades i és la més fosca d'elles.
Segons la mitologia celta, pot aparèixer en forma de dona jove i bella o vella repugnant, la seva cara sempre és pàl·lida com la mort i el cabell a vegades és negre com la nit i d'altres és ros com el sol. Només és visible per als habitants d'Irlanda i els estrangers tan sols poden sentir-la; quan una persona escoltava una banshee sabia que la seva fi estava prop, els dies que li quedaven de vida es podien saber pels crits de la banshee: cada crit era un dia de vida i si només en donava un significava que aquella mateixa nit moriria.